# Duomo di Tarquinia
La concattedrale di Santa Margherita è il principale luogo di culto della città di Tarquinia, nel Lazio, sede della parrocchia dei Santi Margherita e Martino e concattedrale della diocesi di Civitavecchia-Tarquinia.

## Storia
Il Duomo di Santa Margherita è stato edificato nel 1260 ed elevato a cattedrale di Corneto (precedente denominazione di Tarquinia) il 5 dicembre 1435. Nel XV secolo fu ampliato per volere del vescovo Bartolomeo Vitelleschi ma nel 1643 fu distrutto da un terribile incendio. Ricostruito in breve tempo, è stato poi nuovamente oggetto di un restauro in stile neoclassico nel XIX secolo secondo il progetto di Francesco Dasti per l'interno e di Pietro Magnani per la facciata; l'intervento, terminato nel 1874, ha interessato anche l'ampliamento della struttura, con l'aggiunta di nove nuovi altari. La chiesa è stata consacrata nel 1879 dal vescovo di Corneto e Civitavecchia Francesco Gandolfi.
Il 30 settembre 1986, in forza del decreto Instantibus votis della Congregazione per i Vescovi, la sede di Tarquinia è stata unita in plena unione con la sede di Civitavecchia e la nuova circoscrizione ha assunto il nome attuale. Contestualmente la cattedrale di Tarquinia ha assunto il titolo di concattedrale.

## Descrizione

### Arte e architettura

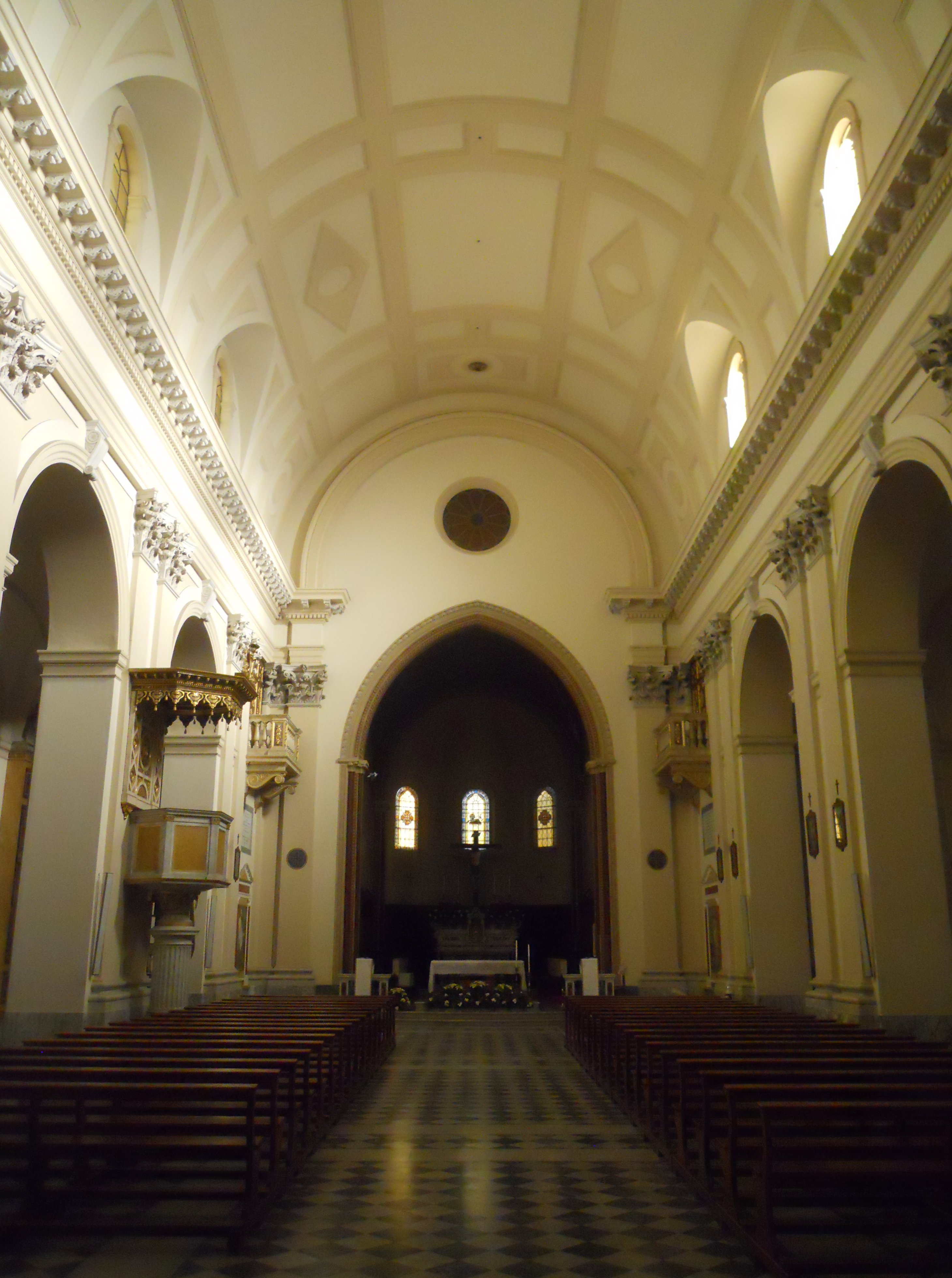
Interno.

La cattedrale dei Santi Margherita è interamente in stile neoclassico ad eccezione dell'abside, ancora quella originaria in stile gotico.
Esternamente, la facciata, preceduta da una scalinata e affiancata, a sinistra, dal campanile a torre, è a salienti: nella parte inferiore si aprono tre portali, mentre in quella superiore, terminante con un timpano triangolare, vi è una bifora affiancata dalle statue dei santi titolari.
L'interno della concattedrale è privo di transetto, con tre navate separate da archi a tutto sesto e coperte con volta a botte lunettata. La navata maggiore termina con la profonda abside poligonale, di sezione notevolmente minore, contenente l'antico altare maggiore barocco in marmi policromi; le pareti e la volta dell'ambiente presentano ancora gli affreschi realizzati nel XVI secolo da Antonio del Massaro, detto "il Pastura", tra cui un'Incoronazione della Vergine, vari Santi e Sibille. Nell’ultima cappella della navata destra due tele tardo seicentesche firmate da Giacinto Brandi, la Morte di san Giuseppe e la Morte della Vergine.

### Organo a canne

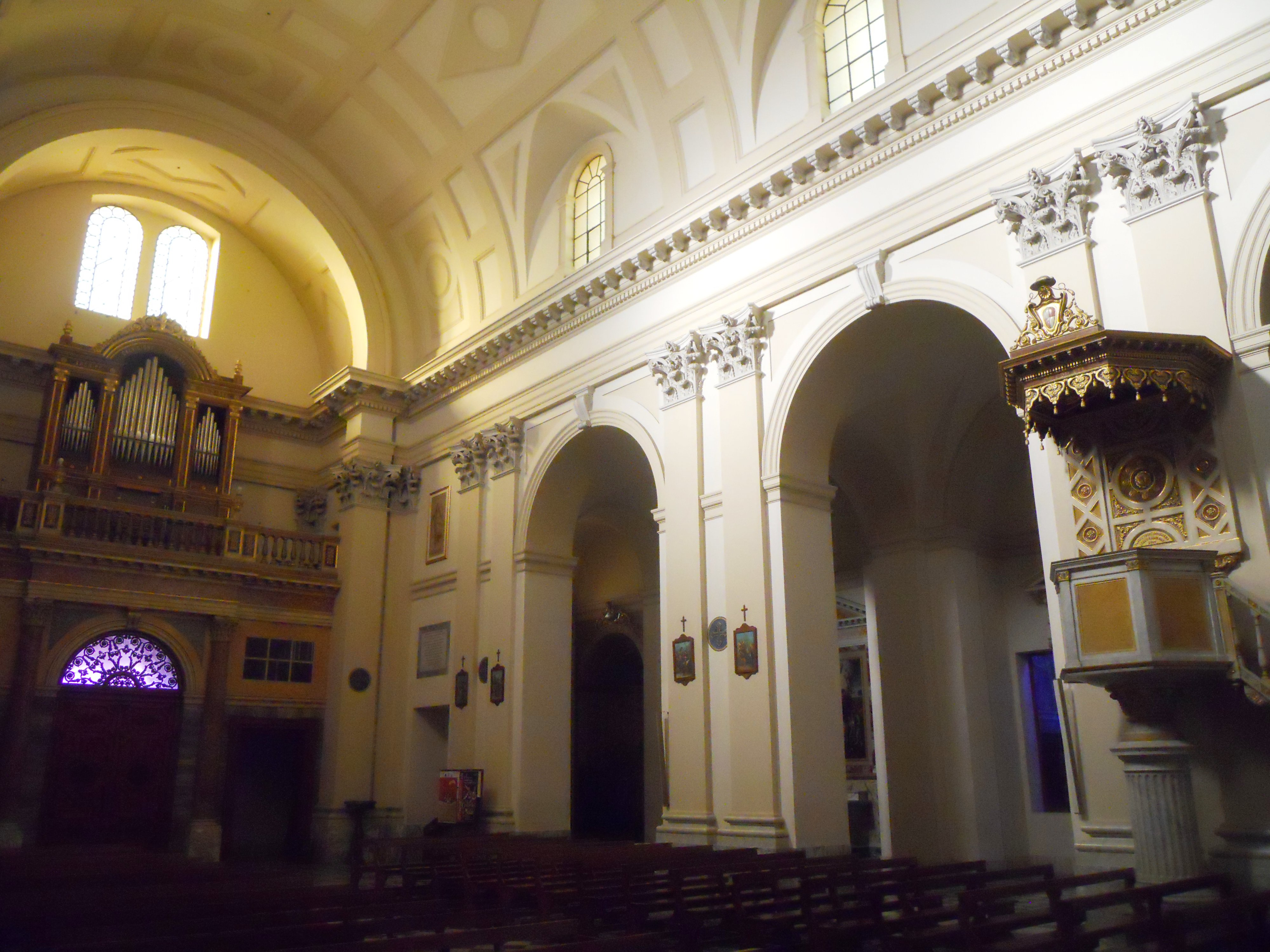
Navata centrale e organo in cantoria.

Sulla cantoria in controfacciata, in posizione centrale sotto la bifora, trova luogo l'organo a canne, costruito da Angelo e Nicola Morettini nel 1879.
Lo strumento, a trasmissione integralmente meccanica, è contenuto all'interno di una cassa lignea, con mostra inserita dentro un'apertura a serliana. La consolle, a finestra, dispone di due tastiere di 58 note ciascuna (Grand'Organo tastiera inferiore, Positivo aperto tastiera superiore), con prima ottava cromatica estesa, e pedaliera dritta di 17 note, costantemente unita alla prima tastiera; i registri sono azionati da pomelli disposti su due colonne alla destra dei manuali, sopra quelli relativi al Grand'Organo, sotto quelli del Positivo aperto (colonna di sinistra) e del Pedale (colonna di destra).